# ロサンゼルス郡都市圏交通局P3010形電車
ロサンゼルス郡都市圏交通局P3010形電車(ロサンゼルスぐんとしけんこうつうきょくP3010がたでんしゃ)は、2016年に営業運転を開始したロサンゼルス郡都市圏交通局のLRT車両である。

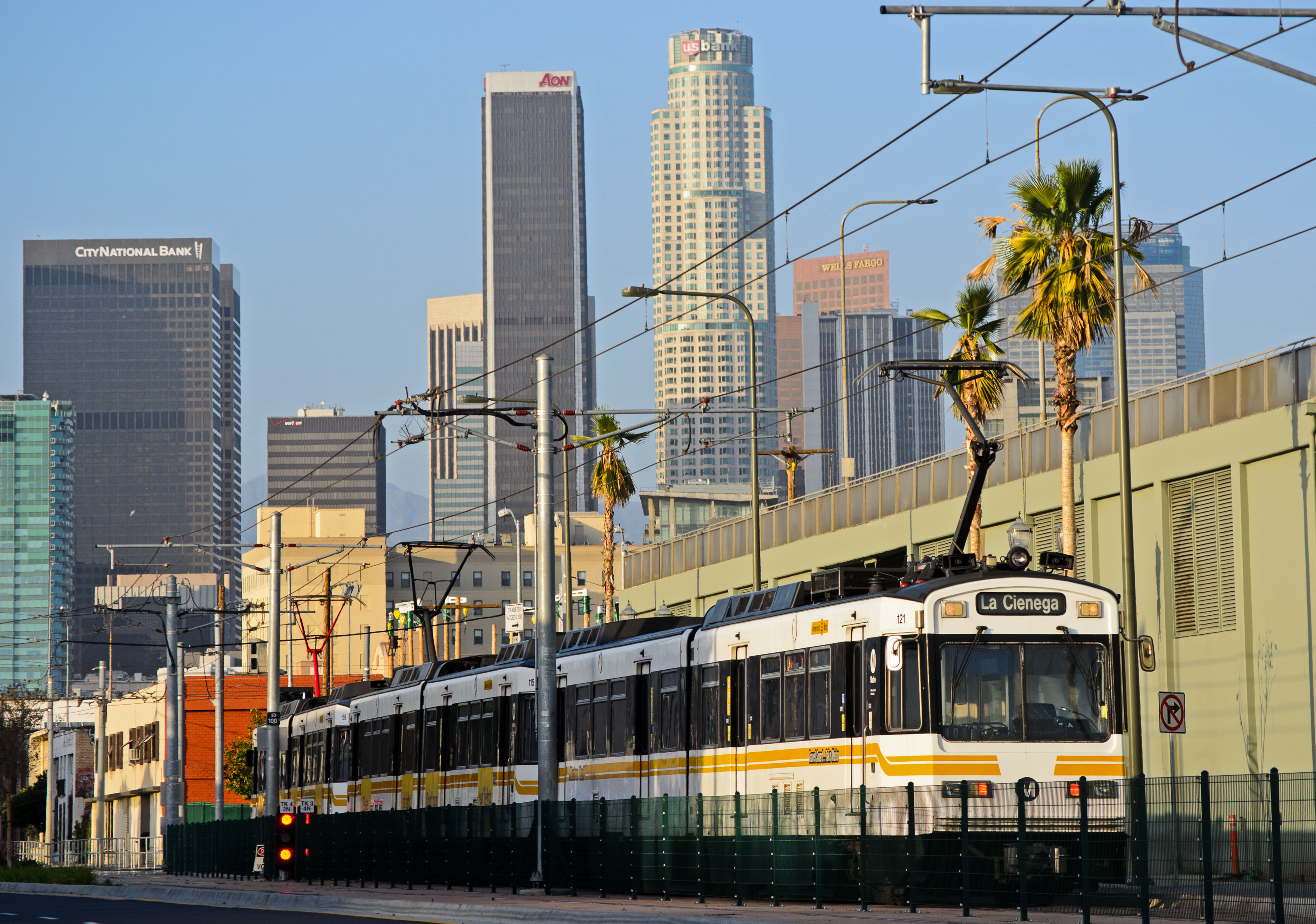
P865形・P2020形
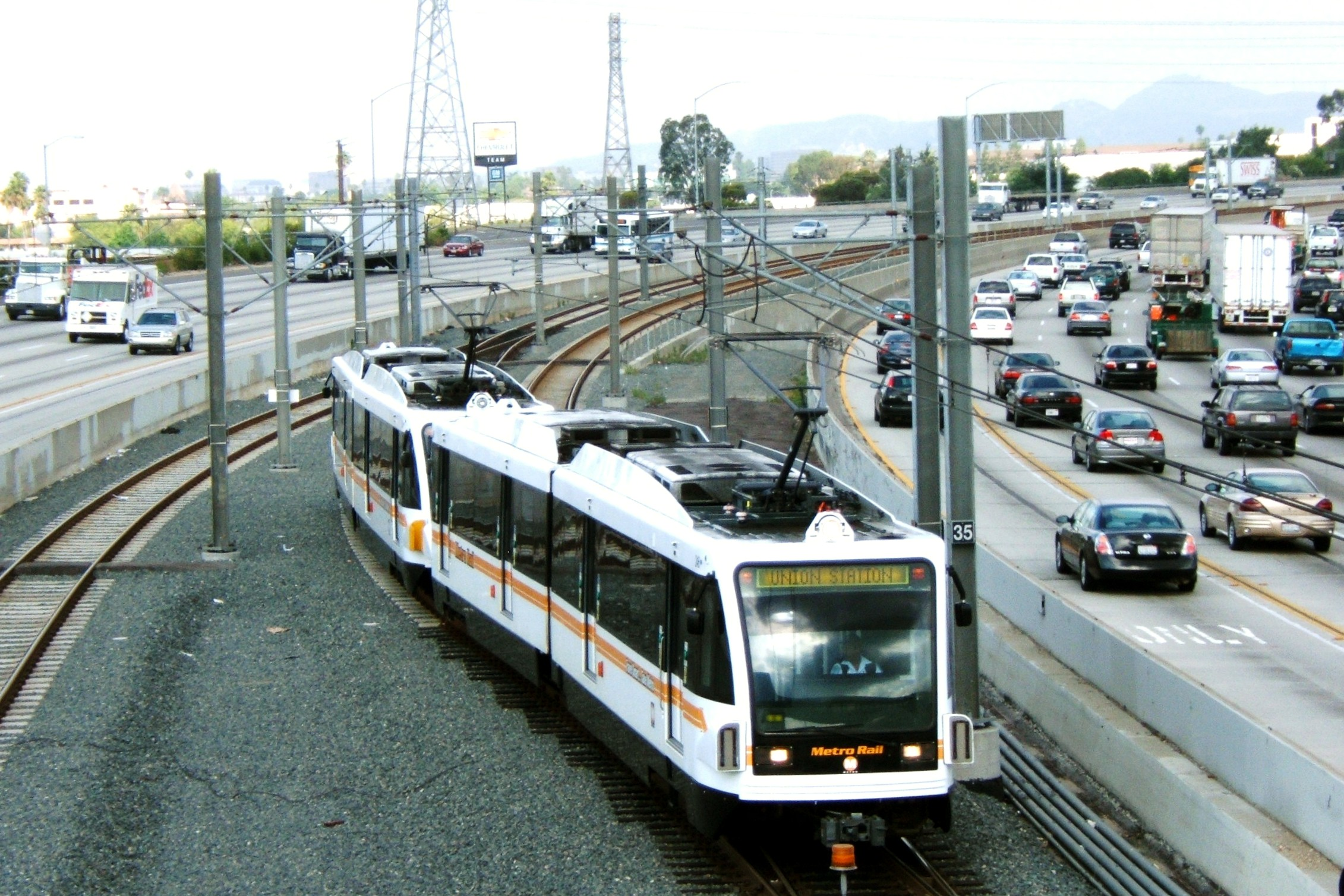
P2000形
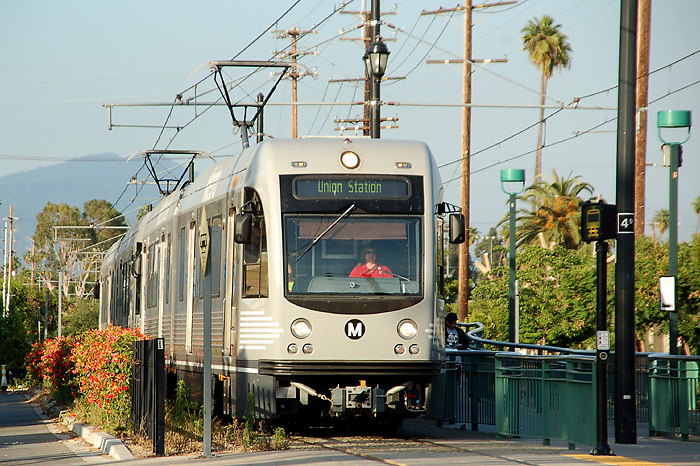
P2550形

## 導入の経緯
アンサルドブレーダ(現・日立レールイタリア)は、ゴールドラインの東側延伸に伴い、2006年から2011年までにP2550形を50両調達した。車両の配達は予定より約3年遅れたため、当初発注した車両数よりも多く導入しないこととした。
しかし、延伸開業や日本車輌製P865形の置き換えなど、今後も車両導入の必要性があるとされた。ロサンゼルス郡都市圏交通局は、2012年4月30日に近畿車輛と車両導入の契約を締結し、試運転のために2014年に最初の車両が納入された。これまでに計235両が製造され、総額は89億ドルとなる。
当初、構体は日本で製造し、内装・艤装・台車組立はアメリカで行われていたが、カリフォルニア州パームデール市に近畿車輛の工場が完成して以降は全ての製造工程を同工場にて行われている。

## 概要
2018年現在、E線、A線、C線で運行されている。

### 車体
車両は高床式で、1両あたり2車体3台車の連接車となっている。車体はステンレス鋼製で、床下にカバーが付けられている。ドアは引き戸式で、閉扉時にドアチャイムが鳴る。

### 走行機器
制御装置は2レベルIGBT-VVVFインバータ制御(RG6022-A-M形)で、1C2M制御である。主電動機は自己通風式のかご形三相誘導電動機(TDK6483-A形)を採用している。駆動方式は2段減速のWN駆動方式を採用し、主電動機からの動力はWN継手、歯車を介して伝達される。
走行機器や高速度遮断器、発電ブレーキ用抵抗器などは東洋電機USA製である。